# Резолюція Генеральної Асамблеї ООН 77/229
Резолюція Генеральної Асамблеї ООН A/RES/77/229 «Ситуація з правами людини в тимчасово окупованій Автономній Республіці Крим та м. Севастополь, Україна» схвалена 15 грудня 2022 року на 77-й сесії Генеральної Асамблеї ООН. Документ прийнятий з урахуванням умов, що склалися з початком широкомасштабного російського вторгнення.
За текст резолюції проголосували 82 країни, проти 14, утримались 80.

## Ініціатори
Проєкт резолюції A/C.3/77/L.35 від 1 листопада 2022 представили Албанія, Австралія, Австрія, Бельгія, Болгарія, Канада, Хорватія, Чехія, Данія, Естонія, Фінляндія, Франція, Грузія, Німеччина, Гватемала, Ісландія, Ірландія, Італія, Японія, Латвія, Ліберія, Ліхтенштейн, Литва, Люксембург, Мальта, Маршаллові Острови, Мікронезія, Чорногорія, Нідерланди, Нова Зеландія, Північна Македонія, Норвегія, Палау, Польща, Республіка Молдова, Румунія, Словаччина, Словенія, Іспанія, Швеція, Туреччина, Україна, Сполучене Королівство Великої Британії та Північної Ірландії та Сполучені Штати Америки.
16 листопада він був схвалений третім комітетом ООН.

## Зміст
Крім положень, які містилися в резолюціях за попередні роки щодо прав людини на півострові, цей документ засуджує використання Росією Криму з метою агресії проти України та для підтримки спроби незаконної анексії Херсонської та Запорізької областей.
Генасамблея засуджує «розпалювання ненависті до України та українців, а також поширення дезінформації, що виправдовує агресію Російської Федерації проти України, у тому числі через систему освіти».
Резолюція посилається, серед іншого, на постанову Міжнародного суду ООН від 16 березня 2022 «Щодо звинувачень у вчиненні геноциду відповідно до Конвенції про запобігання злочину геноциду та покарання за нього» (Україна проти Російської Федерації).
Генасамблея рішуче засудила «нову безпрецедентну хвилю довільних затримань у Криму, насильницькі переміщення в Крим і з Криму», насильницькі зникнення, а також «так звані процедури фільтрації, зокрема щодо переміщених осіб».
У документі зазначається, що тимчасова окупація Криму стала основою для серйозної кризи в галузі прав людини на інших територіях України, що перебувають під тимчасовим військовим контролем Російської Федерації.
Резолюція «вимагає, щоб РФ негайно припинила свою агресію проти України та беззастережно вивела всі свої збройні сили з території України в межах її міжнародно визнаних кордонів». Крім іншого, резолюція вимагає від Росії негайно скасувати рішення про оголошення Меджлісу кримськотатарського народу екстремістською організацією і заборону його діяльності, вироки щодо кримських татар та їхніх лідерів і негайно звільнити затриманих, включаючи лідерів Меджлісу. Також Генасамблея вимагає припинити насильницьку депортацію українських дітей у Росію і вжити необхідних заходів щодо безпечного повернення і возз'єднання з родинами.
Відповідно до документа, Росія має припинити політику насильницької зміни демографічного, зокрема й етнічного, складу населення і вжити заходів, спрямованих на обмеження вільної міграції громадян РФ до окупованого Криму.

## Голосування
Проєкт резолюції A/C.3/77/L.35, який запропонували 1 листопада 2022 року 44 держави-члени ООН, а 16 листопада до співавторства долучилися ще 6 держав (напівжирним шрифтом), ухвалили 16 листопада на 52 засіданні Третього  комітету 78 голосами проти 14 при 79 утриманих та 15 грудня на 54 пленарному засіданні 77-ї сесії Генеральної Асамблеї кваліфікованою більшістю присутніх як A/RES/77/229:
| Голос         | Кількість | Держави-члени Організації Об'єднаних Націй |
| ------------- | --------- | --- |
| За            | 82        | Австралія, Австрія, Албанія, Андорра, Аргентина, Багамські Острови, Барбадос, Беліз, Бельгія, Болгарія, Боснія і Герцеговина, Бутан, Вануату, Велика Британія, Гаяна, Гватемала, Греція, Грузія, Данія, Домініканська Республіка, Еквадор, Естонія, Ізраїль, Ірландія, Ісландія, Іспанія, Італія, Кабо-Верде, Канада, Катар, Кіпр, Кірибаті, Коста-Рика, Кувейт, Латвія, Литва, Ліберія, Ліхтенштейн, Люксембург, М'янма, Малаві, Мальта, Маршаллові Острови, Молдова, Монако, Нідерланди, Німеччина, Нова Зеландія, Норвегія, Палау, Панама, Папуа Нова Гвінея, Південна Корея, Північна Македонія, Польща, Португалія, Румунія, Самоа, Сан-Марино, Словаччина, Словенія, Сомалі, Сполучені Штати Америки, Суринам, Східний Тимор, Тувалу, Туреччина, Угорщина, Україна, Уругвай, Федеративні Штати Мікронезії, Фінляндія, Франція, Хорватія, Чад, Чехія, Чилі, Чорногорія, Швейцарія, Швеція, Ямайка, Японія |
| Проти         | 14        | Білорусь, Еритрея, Ефіопія, Зімбабве, Іран, Казахстан, Китайська Народна Республіка, Куба, Малі, Нікарагуа, Північна Корея, Росія, Сирія, Судан |
| Утрималися    | 80        | Алжир, Ангола, Антигуа і Барбуда, Бангладеш, Бахрейн, Бенін, Болівія, Ботсвана, Бразилія, Бруней, Бурунді, В'єтнам, Вірменія, Габон, Гаїті, Гамбія, Гана, Гвінея-Бісау, Гвінея, Гондурас, Гренада, Джибуті, Есватіні, Єгипет, Ємен, Замбія, Індія, Індонезія, Ірак, Йорданія, Камбоджа, Камерун, Кенія, Киргизстан, Колумбія, Кот-д'Івуар, Лаос, Лівія, Маврикій, Мавританія, Мадагаскар, Малайзія, Мальдіви, Мексика, Мозамбік, Монголія, Намібія, Непал, Нігер, Нігерія, Об'єднані Арабські Емірати, Оман, Пакистан, Парагвай, Перу, Південно-Африканська Республіка, Республіка Конго, Руанда, Сальвадор, Саудівська Аравія, Сенегал, Сент-Вінсент і Гренадини, Сент-Кіттс і Невіс, Сент-Люсія, Сербія, Сінгапур, Соломонові Острови, Сьєрра-Леоне, Таджикистан, Таїланд, Танзанія, Того, Тонга, Тринідад і Тобаго, Туніс, Уганда, Фіджі, Філіппіни, Центральноафриканська Республіка, Шрі-Ланка            |
| Не голосували | 17        | Азербайджан, Афганістан, Буркіна-Фасо, Венесуела, Демократична Республіка Конго, Домініка, Екваторіальна Гвінея, Коморські Острови, Лесото, Ліван, Марокко, Науру, Південний Судан, Сан-Томе і Принсіпі, Сейшельські Острови, Туркменістан, Узбекистан |
| Всього        | 193       | |

## Значення і реакція
Постійний представник України при ООН Сергій Кислиця: Голос Генеральної Асамблеї на підтримку та засудження всіх злочинів, скоєних державою-агресором, має бути голоснішим і сильнішим, ніж будь-коли. З цією метою щойно прийнятий цьогорічний проект резолюції «Ситуація з правами людини в тимчасово окупованій Автономній Республіці Крим та місті Севастополь, Україна» був суттєво оновлений на основі широких висновків і рекомендацій Генерального Секретаря, що містяться в його двох Доповідях з цього приводу, а також посилається на триваючу загарбницьку війну Росії проти України. Він залишатиметься практичним інструментом в руках ООН, її Секретаріату та Моніторингової місії в Україні для надання достовірної інформації про порушення та зловживання правами людини в тимчасово окупованому Криму.